# (38554) 1999 VR78
1999 VR78 (asteroide 38554) é um asteroide da cintura principal. Possui uma excentricidade de 0.05607880 e uma inclinação de 4.42807º.
Este asteroide foi descoberto no dia 4 de novembro de 1999 por LINEAR em Socorro.